# 林通具
林 通具（はやし みちとも、永正13年（1516年） - 弘治2年8月24日（1556年9月27日））は、戦国時代の武将。織田氏の家臣。林通安の子。兄に林秀貞。『信長公記』には通称の美作守のみで、実名の記載はない。蓬左文庫蔵の「林八郎左衛門系図」では、先祖の美作守の名を「通具」としている。

## 生涯
永正13年（1516年）、尾張国の戦国大名・織田氏の家臣である林通安の子として誕生。
信長に仕えていたが、信長の奇行に対して不満があり、『信長公記』によると、天文23年1月24日（1554年2月25日）に織田信長が駿河方の村木城を攻めた村木砦の戦いに先立つ21日（22日）、兄・秀貞とともに信長の出陣に従わず、林の与力である荒子の前田与十郎（種定）の城へ退去した。
その後、兄・秀貞や柴田勝家と共謀し、主君・信長を廃してその弟・信行（信勝）を擁立しようと図る。それを伝え聞いた信長が異母弟・織田信時と2人だけで那古野城を訪れると、通具は好機到来とばかり信長を切腹させようと主張する。このときは秀貞が三代報恩の主君に手はかけられないと反対したため、信長をそのまま帰したが、2日後には信行側は信長に反旗を翻すことを明確にした。弘治2年8月24日（1556年9月27日）、秀貞と信行は那古野城と末森城を守り、通具と勝家は出陣して稲生の戦いが起こった。しかし、信行側は信長勢に破れ、勝家は負傷して敗走し、通具は討ち死にした。通具は信長方の黒田半平との激闘で黒田に重傷を負わせるも疲弊したところに信長が助太刀に入り、信長自らが通具の首級を挙げたという。この時に信長に逆らった者のうち、通具は討ち取られたが、兄・秀貞と勝家は戦後赦されて、以降信長の老臣として仕えた。
名古屋市博物館には、慶長10年（1605年）林通治が長文の賛を記した肖像画が所蔵されている。